# Claudia Rieschel
Claudia Rieschel (* 30. November 1950 in Hamburg) ist eine deutsche Schauspielerin.

## Leben und Karriere
Rieschel ist die älteste Tochter der Schauspielerin Viola Wahlen und des späteren Verwaltungsdirektors der Städtischen Bühnen Frankfurt Hanspeter Rieschel (promovierter Philosoph). Ihre Großmutter stammt aus Schweden, ihr Großvater war der Konsul Heinrich Rudolph Wahlen. Neben ihrer Muttersprache Deutsch spricht Rieschel fließend Englisch und Französisch. Durch ihre Zeit in Frankfurt am Main spricht sie auch Hessisch, zu hören in Hessische Geschichten. Sie spielt Klavier und kann reiten.
Nach dem Abitur am Schiller-Gymnasium in Frankfurt am Main absolvierte sie von 1969 bis 1972 das Max Reinhardt Seminar in Wien. Von 1971 bis 1974 gehörte sie zum Ensemble des Theaters in der Josefstadt. Seither ist sie als freischaffende Schauspielerin tätig.
Sie gastierte an zahlreichen Bühnen, u. a. am Deutschen Theater München, an den Hamburger Kammerspielen, am Ernst-Deutsch-Theater in Hamburg, an der Komödie Winterhuder Fährhaus in Hamburg, am Theater am Dom in Köln, an der Kleinen Komödie am Max II und am Theater an der Kö in Düsseldorf.
Rieschel spielt immer wieder Rollen in Fernsehserien, Fernsehreihen, Fernseh- und Kinofilmen. In der ZDF-Serie Die Albertis hatte sie 2004 bis 2005 eine Dauerrolle als Haushälterin.
Rieschel ist Tierschützerin im Tierschutzverein Hamburg. Des Weiteren unterstützt und fördert sie das Projekt Costura! im brasilianischen Recife.

## Filmografie (Auswahl)
- 1972: Amouren (Fernsehfilm)
- 1972: Der große Walzer (The Great Waltz) (Kinofilm)
- 1972: Motiv Liebe (Fernsehserie, Folge Ein Freund der Familie)
- 1973: Die Schlange (Le serpent) (Fernsehfilm)
- 1973: Hallo – Hotel Sacher … Portier! (Fernsehserie, 2 Folgen)
- 1974: Die Kriegsbraut (Fernsehfilm)
- 1974: Griseldis (Fernsehfilm)
- 1975: Der Katzensteg (Fernsehfilm)
- 1975, 1981: Derrick (Fernsehserie, verschiedene Rollen, 2 Folgen)
- 1976: Gesucht wird … (Fernsehserie, Folge Theo Bieber)
- 1976: Die Wölfin vom Teufelsmoor (Kinofilm)
- 1977: Der Hengst Karino (Karino, polnische Fernsehserie, 13 Folgen)
- 1977: Ein Tisch zu viert (Fernsehfilm)
- 1978: Ausgerissen! Was nun? (Fernsehreihe, Folge Erzwungene Freundschaft)
- 1979: Wege in die Nacht (Kinofilm, BRD/Polen)
- 1981: Tatort: Slalom (Fernsehreihe)
- 1982: Ein Fall für zwei (Fernsehserie, Folge Der Jäger als Hase)
- 1983: Das Traumschiff: Kenia (Fernsehreihe)
- 1983: Der Raub der Sabinerinnen (Fernsehfilm)
- 1984: Der Glücksritter (Fernsehserie, 2 Folgen)
- 1984: Tatort: Gelegenheit macht Liebe
- 1985: Schöne Ferien (Fernsehserie, 5 Folgen)
- 1985: Ein Fall für TKKG (Fernsehserie, Folge Das Geheimnis der chinesischen Vase)
- 1986: Eine Bombenstory (Fernsehfilm)
- 1986, 1989: Hessische Geschichten (Fernsehserie, verschiedene Rollen, 2 Folgen)
- 1987: Wer ist dran? (Fernsehfilm)
- 1987–1993: Moselbrück (Fernsehserie, 17 Folgen)
- 1988–1992: Fest im Sattel (Fernsehserie, 14 Folgen)
- 1989: Die Männer vom K3 (Fernsehserie, Folge Augen zu und durch)
- 1990: Kartoffeln mit Stippe (Fernsehdreiteiler)
- 1990: Hotel Paradies (Fernsehserie, 2 Folgen)
- 1990: Sicher ist Sicher (Fernsehserie)
- 1990–1993: Die Piefke-Saga (Fernsehserie, 2 Folgen)
- 1991: Die glückliche Familie (Fernsehserie, Folge Unerwartete Rückkehr)
- 1991: Viel Rummel um den Skooter (Fernsehserie, 9 Folgen)
- 1992: Glückliche Reise – Philippinen (Fernsehreihe)
- 1993: Freunde fürs Leben (Fernsehserie, 2 Folgen in Staffel 2)
- 1993: Großstadtrevier (Fernsehserie, Folge Späte Reue)
- 1992–1993: Schulz & Schulz (Fernsehreihe, 2 Folgen)
- 1993–1996: Sylter Geschichten (Fernsehserie)
- 1994–1995: Immenhof (Fernsehserie, 20 Folgen)
- 1996: Stubbe – Von Fall zu Fall: Stubbe und der Pferdestecher (Fernsehreihe)
- 1996: In anderen Umständen (Fernsehfilm)
- 1996–1998: Die Geliebte (Fernsehserie)
- 1996–2003: Für alle Fälle Stefanie (Fernsehserie, verschiedene Rollen, 3 Folgen)
- 1998: König auf Mallorca (Fernsehfilm)
- 1998: …und im Keller gärt es (Fernsehserie, 3 Folgen)
- 2000: Das Traumschiff 2000 – Bali
- 2001: Der Landarzt (Fernsehserie, 2 Folgen)
- 2001: Zum letzten Kliff (Fernsehfilm)
- 2003: Edel & Starck (Fernsehserie, Folge Ferrari fahren und sterben)
- 2003: Rosenstraße (Kinofilm)
- 2004: Rosamunde Pilcher: Wege der Liebe (Fernsehreihe)
- 2004–2005: Die Albertis (Fernsehserie, 14 Folgen)
- 2005: Der Ferienarzt (Fernsehserie, Folge …in der Provence)
- 2005: Der Dicke (Fernsehserie, Folge Enttäuschte Erwartungen)
- 2005: Der Elefant – Mord verjährt nie (Fernsehserie, Folge Simulanten)
- 2006: Typisch Sophie (Fernsehserie, Folge No Sex)
- 2006: Arme Millionäre (Fernsehserie, 2 Folgen, Regie: Lutz Konermann)
- 2006: Zwei Engel für Amor (Fernsehserie, 2 Folgen)
- 2007: Die Rettungsflieger (Fernsehserie, Folge Ein großer Tag)
- 2007: In aller Freundschaft (Fernsehserie, Folge Herzrasen)
- 2007: Inga Lindström: Ein Wochenende in Söderholm (Fernsehreihe)
- 2007: Rosamunde Pilcher: Flügel der Hoffnung (Fernsehreihe, Regie: Dieter Kehler)
- 2008: Im Tal der wilden Rosen (Fernsehserie, Folge Gipfel der Liebe)
- 2008, 2022: SOKO Köln (Fernsehserie, verschiedene Rollen, 2 Folgen)
- 2008: Notruf Hafenkante (Fernsehserie, Folge Nichts als Kohle)
- 2008: Das Traumschiff: Kilimandscharo – Malediven – Indien (Fernsehreihe, Regie: Hans-Jürgen Tögel)
- 2008–2010: Meine wunderbare Familie (Fernsehserie, 7 Folgen)
- 2009: Stralsund: Mörderische Verfolgung (Fernsehreihe)
- 2010: Emilie Richards – Denk nur an uns beide (Fernsehfilm, Regie: John Delbridge)
- 2011: Seerosensommer (Fernsehfilm, Regie: Donald Kraemer)
- 2011–2020: Pastewka (Fernsehserie, 5 Folgen)
- 2012: Das Traumschiff: Bali (Fernsehreihe)
- 2013: Kreuzfahrt ins Glück: Hochzeitsreise nach Sizilien (Fernsehreihe)
- 2015: Katie Fforde: Vergissmeinnicht (Fernsehreihe)
- 2015: Katie Fforde: Zurück ans Meer
- 2016: Das Traumschiff: Palau (Fernsehreihe)
- 2017–2024: Bettys Diagnose (Fernsehserie, 2 Folgen)
- 2019–2021: Merz gegen Merz (Fernsehserie, 23 Folgen)
- 2020: Das Traumschiff: Kolumbien (Fernsehreihe)
- 2020: Rosamunde Pilcher: Von Tee und Liebe (Fernsehreihe)
- 2021: SOKO Stuttgart: (Fernsehserie, Paartherapie)
- 2022: Alle reden übers Wetter (Kinofilm)
- 2023: Wendehammer (Fernsehserie, 6 Folgen)
- 2023: Wir sind die Meiers (Fernsehserie, 7 Folgen)
- 2023: Merz gegen Merz – Hochzeiten (Fernsehfilm)
- 2024: Dr. Nice (Fernsehserie, Staffel 02, Folge 02, Federn lassen)
- 2024: Merz gegen Merz – Geheimnisse (Fernsehfilm)
- 2024: Mordsschwestern – Verbrechen ist Familiensache (Fernsehserie, Folge Das Chamäleon)
- 2024: Unter anderen Umständen: Nordwind (Fernsehreihe)
- 2025: Morden im Norden (Fernsehserie, Folge Der tote Clown)
- 2025: Neuer Wind im Alten Land (Fernsehreihe, Folge 7)
- 2025: Mord mit Aussicht (Fernsehreihe, Folge 6 Biggis bunte Bühne)